# Ivan Gundulić
Ivan Gundulić, wł. Giovanni Francesco Gondola (ur. 8 stycznia 1589 w Dubrowniku, zm. 8 grudnia 1638) – chorwacki poeta barokowy.

## Życie
Gundulić należał do jednego z najmożniejszych rodów w Republice Raguzy. Otrzymał znakomite wykształcenie. W wieku 19 lat został członkiem Wielkiej Rady (Veliko Vijeće). Później pełnił wielokrotnie urzędy senatora, sędziego, kniazia i inne. W 1619 poślubił Nicoletę Sorkočević (Sorgo). Miał z nią trzech synów, którym nadał imiona: Fran (Francesco), Mato (Matheo) i Šiško (Segismondo).

## Twórczość
Największym dziełem Gundulicia jest epopeja Osman, napisana w latach 1621–1638. Składa się ona z 20 pieśni i opisuje wydarzenia w Turcji po klęsce pod Chocimiem w 1621. Jest pochwałą polskiego bohaterstwa i męstwa, a sam autor staje się niejako piewcą wysławianego przez siebie królewicza polskiego panującego potem jako Władysław IV, który jest główną postacią utworu. Epos przeniknięty jest nadzieją na wyzwolenie narodów słowiańskich spod tureckiego jarzma. Poemat Gundulicia jest znakomitym źródłem do poznania XVII-wiecznych obyczajów. Został on opublikowany po raz pierwszy w 1826. Ponieważ zagubiły się pieśni 14 i 15, dopisał je potomek autora, Pietro Ignazio Sorgo-Cerva. Chorwackie odrodzenie narodowe, ustalając nowoczesny kanon języka chorwackiego, oparło się właśnie na Osmanie.
W 1622 ukazało się inne znane dzieło poety – Łzy syna marnotrawnego (Suza sina razmetnoga). Składa się ono z trzech części, zatytułowanych: Grzech (Sagriješenje), Rachunek sumienia (Spoznanje) i Żal (Skrušenje) i przedstawia katolicki ideał człowieka, który upadł, ale podniósł się z Bożą pomocą i odzyskał szczęście.
Trzecim wybitnym poematem Gundulica jest sielanka dramatyczna Dubravka. Została ona napisana i wystawiona w 1628, a opublikowana w 1877. Jej pierwsze słowa: O piękna, o droga, o słodka wolności (O lijepa, o draga, o slatka slobodo) są uważane za motto Dubrownika.
Te trzy dzieła, a także utrzymane w duchu kontrreformacji liryki (między innymi parafrazy biblijnych psalmów), czynią z Gundulicia jednego z klasyków epoki baroku, a zarazem jednym najsłynniejszych Chorwatów w historii.